# 491
Năm 491 là một năm trong lịch Julius.